# Randy Katana
Randy Katana (* 14. März 1965 in Sint Maarten, Niederländische Antillen als Randy Joubert) ist ein niederländischer Tech Trance-DJ und -Produzent. Er ist auch unter den Pseudonymen Katana, DJ Randy, M. A. D. MAD, Noski und Phantom bekannt.

## Biographie
Geboren in Saint Martin auf den niederländischen Antillen, lebte Randy Katana mehrere Jahre in den Niederlanden, Curaçao und Aruba, bevor er ans College in Rome, Georgia, in den Vereinigten Staaten ging. 1983 brach er die Ausbildung ab und ging zurück auf Saint Martin, wo er einige Jahre Resident-DJ im Studio 7, dem größten Club der Insel, war.
1988 versuchte er sein Glück im Musikgeschäft und ging nach Amsterdam. Nach einem Kurzaufenthalt in der Schweiz wurde er schließlich Resident-DJ im Tahiti Club in Scheveningen, was er für neun Jahre blieb. Später wurde er Resident im Club XL in Amsterdam.
Erste Erfolge feierte er 1993 mit seinen Singles Sexual Intimidation und Erotmania als Katana. Später konzentrierte er sich vor allem auf das Musiklabel BPM Dance und den zugehörigen Onlineshop Only-DJ's.com. 2001 begann er wieder zu produzieren und veröffentlichte die sehr erfolgreiche Single Fancy Fair und im folgenden Jahr Gemini. Im Sommer 2003 zog er sich aus dem Labelmanagement zurück und konzentrierte sich ganz auf seine Karriere als DJ und Musikproduzent. Unter dem Namen Randy Katana veröffentlichte er in der Folge die Singles One Solid Wave, In Silence, Pleasure Island und Play It Louder. Im November 2007 erschien sein Debütalbum Spirit of the Drums.

## Diskographie

### Alben
- 2007: Spirit of the Drums

### Singles (Auswahl)
- 1992: Face the Mastermind (als Phantom)
- 1992: The Abyss (als Phantom)
- 1993: Sexual Intimidation (als Katana)
- 1993: Erotmania (als Katana)
- 1997: Erotmania ’97 (Sash! Remix) (als Katana mit Sash!)
- 2001: Fancy Fair (als Katana)
- 2002: Gemini (als Katana)
- 2003: One Solid Wave
- 2004: Fancy Fair ’05
- 2004: In Silence
- 2005: Play It Loud
- 2005: Play It Louder
- 2005: Pleasure Island
- 2007: Another Wave
- 2009: Derb
- 2009: The Hype
- 2009: You And I / Back In Time

### Remixe (Auswahl)
- 2002: DJ Albert & DJ Precision – Say Yes
- 2002: Signum – Cura Me
- 2002: Drax & Scott Mac – Angel
- 2003: Goldenscan – Of Our Times
- 2004: Abel Ramos – Aquarius
- 2005: DJ Sammy – L'bby Haba
- 2006: Bodyrox – Yeah Yeah
- 2006: Abel Ramos – Atasco